# Ferdinand Eberstadt
Ferdinand A. Eberstadt, né le 19 juin 1890 et mort le 11 novembre 1969, est un avocat américain, banquier d'investissement, et un important conseiller politique du gouvernement des États-Unis qui a contribué à la création du Conseil de sécurité nationale et de la Central Intelligence Agency

## Biographie
Ferdinand Eberstadt est diplômé de l'université de Princeton en 1913. À Princeton, il noue une amitié avec le banquier d'investissement et futur secrétaire à la Défense James Forrestal. Après avoir servi à l'étranger pendant la Première Guerre mondiale, il ouvre un cabinet d'avocats à New York, fournissant des services juridiques aux membres de la communauté financière de Wall Street. En 1923, il rejoint l'importante société bancaire d'investissement Dillon, Read & Co. où il acquiert une grande notoriété pour avoir participé au financement de l'acquisition de la société en 1925 et à la vente de la Dodge Brothers Automobile Company à la Chrysler Corporation en 1928. Reconnu pour ses talents de négociateur en matière financière, Eberstadt est invité par l'administration Hoover à participer à la conférence de 1929 sur les réparations de la Première Guerre mondiale à Paris en tant qu'assistant d'Owen D. Young.
En tant que banquier d'affaires, Ferdinand Eberstadt joue un rôle clé dans les efforts visant à rétablir la confiance dans le monde des affaires après le krach de Wall Street de 1929 en mettant sur pied des programmes de restructuration pour les petites entreprises. En 1931, il crée F. Eberstadt & Co, sa propre société d'investissement qui négocie les titres d'une entreprise de taille moyenne. Vers la fin de la décennie, Eberstadt créé le Chemical Fund qui s'avère être un instrument essentiel pour amener les investisseurs à considérer les fonds communs de placement comme un véhicule d'investissement solide. Il contribue également à la mise au point de la technique du rachat d'entreprise par emprunt et son succès fait de lui l'un des financiers les plus respectés aux États-Unis.
En septembre 1942, Donald M. Nelson, ancien vice-président de Sears Roebuck et président du War Production Board (WPB) des États-Unis, fait appel aux compétences de Ferdinand Eberstadt, le nommant président du Conseil des munitions de l'armée et de la marine et vice-président du War Production Board. Eberstadt met au point la structure organisationnelle connue sous le nom de « plan de contrôle des matériaux » qui permet aux forces armées de hiérarchiser leurs besoins, ce qui permet au secteur privé de donner la priorité à sa production pour répondre aux besoins de l'armée.
À la fin de la guerre, au nom du secrétaire de la Marine, James V. Forrestal, Eberstadt rédige ce qui devient le "Rapport Eberstadt" qui identifie un sérieux manque de coordination entre la Central Intelligence Agency, le Federal Bureau of Investigation, le département d'État et les services de renseignements militaires. Son rapport  conduit à la création du Conseil national de sécurité. En 1946, Eberstadt est l'assistant de Bernard M. Baruch au sein de la Commission de l'énergie atomique des Nations unies. En 1948, il prépare un rapport sur les opérations du Conseil des ressources de la sécurité nationale et l'année suivante, il est nommé président de la Commission sur l'organisation de la sécurité nationale pour la commission Hoover.
Eberstadt conserve une résidence à New York, mais en 1927, il achète un domaine de 80 acres (320 000 m2) sur la péninsule de Lloyd's Neck, sur la rive nord de Long Island, appelé Target Rock Farm. Elle est connue pour les magnifiques jardins qu'Eberstadt y créés. En 1967, il fait don de cette propriété au gouvernement fédéral dans le cadre de la loi sur la conservation des oiseaux migrateurs. Aujourd'hui, elle est connue sous le nom de Target Rock National Wildlife Refuge et est gérée par le United States Fish and Wildlife Service. Elle est ouverte au public. Le terrain donné devait constituer la base juridique officielle qui permet d'arrêter le projet de construction d'une centrale nucléaire par la Long Island Lighting Company en 1970.
Eberstadt meurt des suites de problèmes cardiaques au Walter Reed Army Medical Center de Washington en 1969.
Parmi ses petits-enfants figure l'écrivain Fernanda Eberstadt.